# Berthold Hell

Berthold Hell

Adolf Emil Berthold Hell (* 23. Oktober 1901 in Berlin; † 26. April 1945 ebenda) war ein deutscher Politiker (NSDAP) und SA-Führer.

## Leben und Wirken
Hell war der Sohn des Photographen Emil Hell (1857–1904) und seiner Gattin Emilie, geb. Kühl (* 1866). In seiner Jugend besuchte er die Volksschule und die Realschule. Als Jugendlicher wurde er während des Ersten Weltkrieges zum vaterländischen Hilfsdienst herangezogen. 
Nach der deutschen Kriegsniederlage und dem Ausbruch revolutionärer Unruhen im Deutschen Reich begann Hell sich in rechtsgerichteten Organisation zu betätigen: Er wurde Freiwilliger beim Bataillon Reinhard und dann bei der Ersatzformation des 1. Garderegiments im Baltikum. 1920 nahm er am Kapp-Putsch teil und ging dann als Zeitfreiwilliger zur Organisation Escherich (1920 bis 1922). In Oberschlesien kam er bei den deutsch-polnischen Grenzkämpfen bei Rosenberg und Kneja zum Einsatz. Für seine Teilnahme an zahlreichen Patrouillenkämpfen während dieser Zeit wurde er mit dem Schlesischen Adler ausgezeichnet.
Seinen Lebensunterhalt verdiente Hell seit 1920 als Kaufmann in der Öl- und Baubranche. Seit 1924 war er kaufmännisch-technischer Leiter einer großen Baufirma, deren Prokurist er bis mindestens 1934 blieb. Politisch engagierte Hell sich seit 1920 in Kreisen der extremen politischen Rechten: Er gehörte zunächst der Deutschsozialen Partei an. Anschließend betätigte er sich von 1923 bis Ende 1925 in der Deutsch-Völkischen Freiheitspartei, für die er sich u. a. propagandistisch engagierte. Nach dem Verbot von Wehrverbänden wurde Hell außerdem Mitglied des Geselligkeitsvereins Frisch, der die getarnte Fortführung eines Wehrverbandes darstellte, und später des Turnvereins Ulrich Hutten.
Um 1924 schloss Hell sich dem Frontbann Nord, dem Berliner Ableger des von Ernst Röhm gegründeten Wehrverbandes Frontbann an, in dem er als Zugführer und stellvertretender Kompanieführer wirkte. Nachdem dieser 1926 in die Sturmabteilung (SA), den Kampfverband der NSDAP, überführt wurde, wurde Hell in diese Organisation übernommen. Zum 12. März 1926 trat er zudem in die Partei selbst ein (Mitgliedsnummer 31.914).
In der SA gehörte Hell zunächst von 1926 bis 1930 dem Berliner Sturm 33 an (ab 1929 als Truppführer). Am 27. April 1931 übernahm er die Führung des Sturms 1930. Beim Reichsparteitag der NSDAP im Juni 1926 wurde Hell zusammen mit Karl Belding und Grüneberg von Hitler das erste Feldzeichen der Berliner SA übergeben. Vom 4. September 1931 bis zum Januar 1932 führte er den Sturmbann II/1. Anschließend vom 2. Februar 1932 bis 25. Mai 1935 die Standarte 1.
In den folgenden Jahren organisierte Hell in Charlottenburg Aufmärsche und Versammlungen, Propagandazüge und die Werbevorbereitungen für die häufigen Wahlen. Am Reichsparteitag der NSDAP 1929 nahm er als Führer der Charlottenburger SA teil. Zum Zeitpunkt des SA-Aufmarsches in Braunschweig 1931 hatte Hell als Sturmbannführer bereits die Führung der SA-Standarte 1 (Charlottenburg) inne. Die Führung dieser Standarte 1 – die seit dem 31. Januar 1934 in Erinnerung an den 1933 angeblich von Kommunisten ermordeten Führers des zur Standarte gehörenden Sturms 33, Hans Eberhard Maikowski, die Bezeichnung „Hans Eberhard Maikowski Standarte 1“ führen durfte – behielt er mindestens bis zu den Ereignissen des Röhm-Putsches vom Sommer 1934 bei. In der SA erreichte Hell 1932 den Rang eines Standartenführers und 1934 den eines Brigadeführers.
Wenige Wochen nach der nationalsozialistischen Machtergreifung im Frühjahr 1933 richtete Hell sein Hauptquartier als Führer der SA-Standarte 1 im ehemaligen Volkshaus der SPD in der Rosinenstraße 4 (heute: Loschmidtstraße) ein, das er in Andenken an den toten SA-Sturmführer in „Maikowski Haus“ umbenannte. Das Kellergeschoss des Gebäudes ließ Hell zu einem Gefängnis ausbauen, dessen Nutzung als frühes Konzentrationslager sich für einen Zeitraum von zehn Monaten, April 1933 bis Januar 1934, nachweisen lässt. Ehemalige Inhaftierte beschreiben in Erinnerungsgerichten, dass auf Anordnung Hells und seines Stellvertreters Helmuth Kuhn, Führer des Sturm 6/I, auch Folterungen durchgeführt wurden.
Am 30. August 1932 wurde Hell Mitglied des Preußischen Landtages, dem er bis zur Auflösung dieser Körperschaft im Herbst 1933 angehörte. Von November 1933 bis März 1936 saß Hell zudem als Abgeordneter für den Wahlkreis 3 (Potsdam II) im nationalsozialistischen Reichstag. Zudem war Hell beisitzendes Mitglied des Ehrengerichts der DAF für den Gau Berlin.
Vom 25. Mai 1935 bis zum 15. Oktober 1936 gehörte Hell formal der Brigade 28 als Standartenführer z.V. an.
Hell kam im April 1945 in der Schlacht um Berlin ums Leben.

## Ehe und Familie
Hell war zweimal verheiratet. In erster Ehe mit Elsa Gerke und in zweiter mit Ilse Schulz (* 14. Februar 1910). Aus der 1. Ehe ging der Sohn Heinz Joachim (* 11. September 1937) hervor.

## Beförderungen
- 1929: SA-Scharführer
- 1930: SA-Truppführer
- 27. April 1931: SA-Sturmführer
- 4. September 1931: SA-Sturmbannführer
- 9. September 1932: SA-Standartenführer
- 9. November 1938: SA-Oberführer (gemäß Führerbefehl 68)

## Nachlass
Personalunterlagen zu Hell haben sich im Bundesarchiv erhalten: So findet sich im ehemaligen Berlin Document Center eine SA-Personalakte zu Hell (Mikrofilm SA 19-A, Bilder 163–180).